# Баден (Швейцария)
Вижте пояснителната страница за други значения на Баден.
Ба̀ден (на немски: Baden) е град в Северна Швейцария. Намира се в кантон Ааргау. Главен административен център е на едноименния окръг Баден. Градът е разположен на 25 km северозападно от Цюрих. Населението му през 2009 г. е около 17 800 жители.

## История
В древността селището е известно с латинското си име Aquae Helveticae. За първи път названието Баден се споменава през 1040 г.

## Известни личности
Родени в Баден
- Алберт Хофман (1906 – 2008), химик

Починали в Баден
- Василий Маклаков (1869 – 1957), руски политик